# Františkovy Lázně (nádraží)
Františkovy Lázně jsou železniční stanice v západočeských Františkových Lázních v Karlovarském kraji. Stanice se nachází v nadmořské výšce 450 m.
Provozuje ji a spravuje Správa železnic. Ve stanici jsou pokladny, kde lze zakoupit jízdenky a místenky na všechny vlaky, včetně mezinárodních.

## Železniční tratě
- Františkovy Lázně – Bad Brambach
- Cheb - Hranice v Čechách
- Cheb - Plauen